# Ptychoptera lacustris
Ptychoptera lacustris är en tvåvingeart som beskrevs av Johann Wilhelm Meigen 1830. Ptychoptera lacustris ingår i släktet Ptychoptera och familjen glansmyggor. Enligt den finländska rödlistan är arten sårbar i Finland. Arten är reproducerande i Sverige. Artens livsmiljö är källmiljöer. Inga underarter finns listade i Catalogue of Life.